# Castellers de Lleida
Els Castellers de Lleida són una colla castellera de Lleida fundada l'any 1995. La ciutat de Lleida no tenia tradició castellera, però tot i això, els Castellers de Lleida es compten des de l'any 2001 entre les colles que han aconseguit descarregar castells de 8 pisos.
El primer castell de set, un 4 de 7, es va descarregar a Agramunt, l'1 de setembre de 1996. L'any 1997 ja havien descarregat el 4 de 7 amb l'agulla, el 5 de 7, i el 3 de 7 aixecat per sota. L'any 1998 els Castellers de Lleida van participar en el XVII Concurs de castells de Tarragona i van quedar en onzena posició empatats amb els Castellers de Cornellà.
L'any 2002 van aconseguir l'onzena posició al XIX Concurs de castells de Tarragona, la seva millor actuació en aquest concurs. L'any 2005 van descarregar per primer cop el 3 de 8, després de no haver aconseguit cap castell de 8 des de l'any 2003. L'any 2007 suposa la consolidació dels castells de 8 pisos, en descarregar el 3 de 8 en vuit ocasions. El 20 d'octubre van carregar el seu primer pilar de 6 a Tarragona, i el van descarregar per primer cop el 10 de novembre a Lleida. L'any 2008 va ser la seua millor temporada fins al moment, descarregant 10 vegades el 4 de 8, 3 vegades el pilar de 6 (més 3 carregats), i 2 vegades el 3 de 8 (més un carregat). El 28 de setembre aconsegueixen descarregar el seu primer castell amb folre, el 2 de 8 amb folre a Lleida. El 5 d'octubre aconsegueixen la setena posició al XXII Concurs de Castells de Tarragona descarregant el 4 de 8, el 2 de 8 amb folre, el 3 de 8 i carregant el pilar de 6 i, per tant, va ser el primer cop que descarregaven 3 castells de 8 a la mateixa diada. El 9 de novembre van carregar el seu primer pilar de 7 amb folre a Mataró i van tornar a descarregar 3 castells de 8.
En la Diada de Tots Sants de l'any 2010 van intentar per primera vegada, sense èxit, un castell de nou, el 3 de 9 amb folre.